# Артур Єнджейчик
Артур Єнджейчик (пол. Artur Jędrzejczyk, нар. 4 листопада 1987, Дембиця, Польща) — польський футболіст, правий захисник варшавської «Легії». Грав за збірну Польщі.

## Клубна кар'єра
У дорослому футболі дебютував 2005 року виступами за команду клубу «Іглупол» з рідної Дембиці, в якій провів один сезон, взявши участь у 56 матчах чемпіонату. 
2006 року молодий гравець перейшов до одного з грандів польського футболу, «Легії», проте пробитися до її основного складу не зміг і протягом 2007—2010 років грав в оренді за ГКС (Ястшембє), «Долькан» (Зомбки) та «Корону» (Кельце).
Регулярно потраплати до складу головної команди «Легії» почав лише з сезону 2010/11, а в наступному сезоні вже став стабільним гравцем основного складу варшавської команди.
До складу російського «Краснодара» приєднався влітку 2013 року. Провів у російському чемпіонаті наступні два з половиною сезони. На початку 2016 року повернувся до «Легії» на умовах піврічної оренди.

## Виступи за збірні
2005 року дебютував у складі юнацької збірної Польщі.
Протягом 2006—2009 років залучався до складу молодіжної збірної Польщі.
2010 року дебютував в офіційних матчах у складі національної збірної Польщі, за яку в 2010—2019 роках зіграв 40 матчів та забивши 3 голи.
| Дата       | Місто      | Господарі          | Результат | Гості  | Турнір            | Голи | Примітки |
| ---------- | ---------- | ------------------ | --------- | ------ | ----------------- | ---- | -------- |
| 12-10-2010 | Монреаль   | Еквадор            | 2 – 2     | Польща | товариський матч  | -    |          |
| 14-12-2012 | Анталья    | Північна Македонія | 4 – 1     | Польща | товариський матч  | 1    |          |
| 04-06-2013 | Краків     | Ліхтенштейн        | 2 – 0     | Польща | товариський матч  | -    |          |
| 07-06-2013 | Кишинів    | Молдова            | 1 – 1     | Польща | Відбір до ЧС 2014 | -    |          |
| 14-08-2013 | Гданськ    | Данія              | 3 – 2     | Польща | товариський матч  | -    |          |
| 06-09-2013 | Варшава    | Чорногорія         | 1 – 1     | Польща | Відбір до ЧС 2014 | -    |          |
| 10-09-2013 | Серравалле | Сан-Марино         | 1 – 5     | Польща | Відбір до ЧС 2014 | -    |          |
| 11-10-2013 | Харків     | Україна            | 0 – 1     | Польща | Відбір до ЧС 2014 | -    |          |
| 15-10-2013 | Лондон     | Англія             | 0 – 2     | Польща | Відбір до ЧС 2014 | -    |          |
| 15-11-2013 | Вроцлав    | Словаччина         | 0 – 2     | Польща | товариський матч  | -    |          |
| Усього     |            | Матчів             | 10        |        | Голів             | 1    |          |

## Титули і досягнення
- Чемпіон Польщі (6):

«Легія»: 2012–13, 2015–16, 2016–17, 2017–18, 2019–20, 2020–21
- Володар Кубку Польщі (8):

«Легія»: 2007–08, 2010–11, 2011–12, 2012–13, 2015–16, 2017–18, 2022–23, 2024–25
- Володар Суперкубка Польщі (2):

«Легія»: 2008, 2023